# Britain’s Got Talent (Staffel 10)
Die zehnte Staffel von Britain’s Got Talent wurde vom 9. April 2016 bis zum 28. Mai 2016 ausgestrahlt. Gewinner der Staffel war der Magier Richard Jones. Er gewann vor dem Sänger Wayne Woodward und der Tanzgruppe Boogie Storm.

## Moderation & Jury
Am 27. September 2015 wurde zum einen berichtet, dass alle vier Juroren in der zehnten Staffel der Castingshow zurückkehren würden. Außerdem wurde berichtet, dass die Moderation sowohl bei Britain’s Got Talent, als auch beim Spin-off Britain’s Got More Talent gleich bliebe. Dies wurde am 9. Oktober 2015 durch ITV bestätigt.
Da Simon Cowell an einem Tag nicht anwesend sein konnte, wurde er durch Kathleen Walliams, David Walliams Mutter, ersetzt.

## Konzept
Das Konzept blieb auch in der zehnten Staffel dasselbe wie in den Vorjahren.
An der Show können Personen jeglichen Alters teilnehmen. Es können Personen einzeln oder in einer Gruppe auftreten. Die Kandidaten treten mit einem selbst gewählten Programm, wie etwa Singen oder einer Tanzperformance, vor der Jury und dem Publikum auf. Die Juroren können während der Vorstellung einen roten Buzzer betätigen, um anzuzeigen, dass ihnen die Vorstellung nicht gefällt. Haben alle Juroren den Buzzer betätigt, muss der Kandidat mit seiner Vorstellung aufhören. Am Schluss des Auftritts bewerten die Juroren den Kandidaten mit Ja (Yes) oder Nein (No). Hat der Kandidat von mindestens zwei der Juroren ein Ja bekommen, darf er in der nächsten Runde erneut auftreten. In der achten Staffel wurde der sogenannte Golden Buzzer eingeführt. Wird dieser von einem Jury-Mitglied betätigt, qualifiziert sich der betroffene Act sofort für das Semifinale. Der goldene Buzzer kann pro Juror nur einmal in einer Staffel gedrückt werden.
Am Anfang der Show gibt es aufgezeichnete Castings (Auditions), in der die Juroren über das Weiterkommen der Kandidaten entscheiden. In der letzten Folge vor den Live Shows wird bekanntgegeben, welche Acts sich für die Semifinale qualifiziert haben. Später kann der Zuschauer in Livesendungen, die von Montag bis Freitag ausgestrahlt werden, selbst über die Qualifikanten fürs Finale, welches am Sonntag derselben Woche stattfindet, abstimmen. Hier kann das Publikum den Gewinner der Show bestimmen. Der Sieger der Show erhält ein Preisgeld in Höhe von 250.000 Pfund und darf in der Royal Variety Performance auftreten.

## Auditions

### Open auditions
Die Open auditions fanden zwischen dem 25. Oktober und dem 7. Dezember 2015 in Birmingham, London, Cardiff, Liverpool, Glasgow, und Manchester statt. Ein zusätzliches Casting fand am 10. Januar 2016 in London statt.

### Judges auditions
| Stadt      | Datum                   | Ort                      |
| ---------- | ----------------------- | ------------------------ |
| Liverpool  | 15. und 16. Januar 2016 | Liverpool Empire Theatre |
| London     | 21. bis 24. Januar 2016 | Dominion Theatre         |
| Birmingham | 4. bis 6. Februar 2016  | Birmingham Hippodrome    |

## Halbfinale
Am 21. Mai 2016 wurden die 45 Halbfinalisten der Castingshow bekanntgegeben. Diese werden auf die fünf Halbfinals verteilt. In diesen können sich jeweils zwei Acts für das große Finale, das am 28. Mai 2016 stattfinden wird, qualifizieren. Zudem gibt es zwei Wildcards, die vom Publikum und den Juroren verteilt werden und jeweils einen Kandidaten, der im Halbfinale ausgeschieden ist, ins Finale bringen.
| Name                                  | Alter           | Genre       | Talent                        | Halbfinale   | Anmerkungen                        |
| ------------------------------------- | --------------- | ----------- | ----------------------------- | ------------ | ---------------------------------- |
| 100 Voices of Gospel                  | 21 – 52 Jahre   | Gesang      | Gospelchor, Tanz              | Halbfinale 1 | Goldener Buzzer von Alesha Dixon   |
| Alex Magala                           | 26 Jahre        | Stunts      | Schwertschlucker              | Halbfinale 2 |                                    |
| Ana & Fia                             | 18 und 53 Jahre | Gesang      | Gesangsduo                    | Halbfinale 5 |                                    |
| Another Kind of Blue                  | 23 – 40 Jahre   | Tanz        | Tanz                          | Halbfinale 2 |                                    |
| Balance Unity                         | 17 Jahre        | Tanz        | Solotanz                      | Halbfinale 4 |                                    |
| Beau Dermott                          | 12 Jahre        | Gesang      | Musicalgesang                 | Halbfinale 4 | Goldener Buzzer von Amanda Holden  |
| Ben Blaque                            | 37 Jahre        | Stunts      | Tricks mit einer Armbrust     | Halbfinale 1 |                                    |
| Bespoke Candi                         | 20 – 28 Jahre   | Tanz        | Formationstanz                | Halbfinale 4 |                                    |
| Bollywood Fusion                      | 18 – 32 Jahre   | Tanz        | Bollywood-Tanz                | Halbfinale 4 |                                    |
| Boogie Storm                          | 17 – 24 Jahre   | Tanz        | Tanz in Stormtrooper-Kostümen | Halbfinale 3 | Goldener Buzzer von Simon Cowell   |
| Chloe Fenton                          | 10 Jahre        | Tanz        | Solotanz                      | Halbfinale 5 |                                    |
| Christian Lee                         | 45 Jahre        | Zauberkunst | Zaubertricks                  | Halbfinale 4 |                                    |
| Craig Ball                            | 24 Jahre        | Gesang      | Gesang und Stimmenimitationen | Halbfinale 5 |                                    |
| Danny Beard                           | 23 Jahre        | Gesang      | Sänger                        | Halbfinale 4 |                                    |
| Darren Altman                         | 42 Jahre        | Comedy      | Stimmenimitationen            | Halbfinale 1 |                                    |
| Elite Squad Royalz                    | 8 – 13 Jahre    | Tanz        | Formationstanz                | Halbfinale 5 |                                    |
| Flying Bebop                          | 29 und 32 Jahre | Tanz        | Paartanz                      | Halbfinale 3 |                                    |
| Ian und Ann Marshall                  | 61 und 64 Jahre | Gesang      | Gesangsduo                    | Halbfinale 2 | Goldener Buzzer von David Walliams |
| Jack Higgins                          | 14 Jahre        | Tanz        | Solotanz                      | Halbfinale 3 |                                    |
| Jasmine Elcock                        | 14 Jahre        | Gesang      | Popgesang                     | Halbfinale 5 | Goldener Buzzer von Ant & Dec      |
| Josh Curnow                           | 26 Jahre        | Gesang      | Singen und Klavierspielen     | Halbfinale 3 |                                    |
| Kathleen Jenkins                      | 25 Jahre        | Gesang      | Sängerin                      | Halbfinale 1 |                                    |
| Khronos Agoria                        | 16 – 29 Jahre   | Tanz        | Formationstanz                | Halbfinale 3 |                                    |
| Lucy & Trip Hazard                    | 30 Jahre        | Tanz        | Tanz mit einem Hund           | Halbfinale 5 | Gewinner der Zuschauer-Wildcard    |
| Mel & Jamie                           | 16 und 45 Jahre | Gesang      | Gesangsduo                    | Halbfinale 1 |                                    |
| Morgan Connie Smith                   | 16 Jahre        | Gesang      | Sängerin                      | Halbfinale 2 |                                    |
| Mythical PSM                          | 17 – 18 Jahre   | Tanz        | Tanztrio                      | Halbfinale 3 |                                    |
| Presentation School Choir             | 19 – 66 Jahre   | Gesang      | Schulchor                     | Halbfinale 5 |                                    |
| Rachael Wooding                       | 37 Jahre        | Gesang      | Sängerin                      | Halbfinale 2 |                                    |
| Richard Bayton                        | 29 Jahre        | Gesang      | Sänger                        | Halbfinale 1 |                                    |
| Richard Jones                         | 25 Jahre        | Zauberkunst | Zaubertricks                  | Halbfinale 3 | Gewinner                           |
| Shannon & Peter                       | 46 und 50 Jahre | Tanz        | Paartanz                      | Halbfinale 2 | Gewinner der Jury-Wildcard         |
| Spartan Resurrection                  | 13 – 23 Jahre   | Akrobatik   | Akrobatischer Tanz            | Halbfinale 1 |                                    |
| The Collaborative Orchestra & Singers | 33 Jahre        | Gesang      | Chor und Orchester            | Halbfinale 4 |                                    |
| The Deep Space Deviants               | 46 Jahre        | Gesang      | Sänger                        | Halbfinale 5 |                                    |
| The Garnett Family                    | 17 – 46 Jahre   | Gesang      | Gesangsgruppe                 | Halbfinale 2 |                                    |
| The Togni Brothers                    | 19 und 20 Jahre | Akrobatik   | Jongleure                     | Halbfinale 5 |                                    |
| Total TXS                             | 16 – 19 Jahre   | Tanz        | Formationstanz                | Halbfinale 1 |                                    |
| Tumar KR                              | 19 – 25 Jahre   | Tanz        | Formationstanz                | Halbfinale 3 |                                    |
| Vadik & The Bear                      | 35 Jahre        | Tanz        | Solotänzer                    | Halbfinale 3 |                                    |
| Vitaly Voronko                        | 25 Jahre        | Gesang      | Singen und Akkordeonspielen   | Halbfinale 2 |                                    |
| Vox Fortura                           | 29 – 37 Jahre   | Gesang      | Gesangsgruppe                 | Halbfinale 4 |                                    |
| Wayne Woodward                        | 20 Jahre        | Gesang      | Sänger                        | Halbfinale 2 |                                    |
| Ystrad Fawr Dancers                   | 14 – 17 Jahre   | Tanz        | Formationstanz                | Halbfinale 1 |                                    |
| Zyrah Rose                            | 25 – 28 Jahre   | Gesang      | Gesangsgruppe                 | Halbfinale 3 |                                    |

 Kandidat hat sich für das Finale qualifiziert und das Televoting gewonnen.
 Kandidat war in den Top 3 und hat die Juryabstimmung gewonnen.
 Kandidat war in den Top 3 und hat die Juryabstimmung verloren.
 Kandidat hat eine Wildcard gewonnen.

### Erstes Halbfinale
Das erste Halbfinale fand am 22. Mai 2016 um 20:30 Uhr (MEZ) statt. Als Pausenfüller dienten die Darsteller des Musicals Motown: The Musical. Der Gospel-Chor 100 Voices of Gospel gewann das Televoting und qualifizierte sich somit für das Finale. Zweiter im Televoting wurde das Gesangsduo Mel & Jamie.
| Platz | Start- Nr. | Name                 | Talent                    | Stimmen (in %) | Ergebnis                    | Anmerkungen                                                       |
| ----- | ---------- | -------------------- | ------------------------- | -------------- | --------------------------- | ----------------------------------------------------------------- |
| 1     | 9          | 100 Voices of Gospel | Chorgesang                | 26,8 %         | Für das Finale qualifiziert | Gewinner des Televotings                                          |
| 2     | 7          | Mel & Jamie          | Gesangsduo                | 21,2 %         | Für das Finale qualifiziert | Stimmen von Amanda Holden und Simon Cowell; Zweite im Televoting  |
| 3     | 3          | Kathleen Jenkins     | Gesang                    | 15,0 %         | ausgeschieden               | Stimmen von David Walliams und Alesha Dixon; Dritte im Televoting |
| 4     | 8          | Darren Altman        | Stimmenimitationen        | 13,0 %         | ausgeschieden               |                                                                   |
| 5     | 4          | Total TXS            | Formationstanz            | 8,4 %          | ausgeschieden               |                                                                   |
| 6     | 2          | Spartan Resurrection | Akrobatischer Tanz        | 5,8 %          | ausgeschieden               |                                                                   |
| 7     | 5          | Ben Blaque           | Tricks mit einer Armbrust | 5,2 %          | ausgeschieden               |                                                                   |
| 8     | 1          | Richard Bayton       | Gesang                    | 2,6 %          | ausgeschieden               |                                                                   |
| 9     | 6          | Ystrad Fawr Dancers  | Formationstanz            | 2,0 %          | ausgeschieden               |                                                                   |

### Zweites Halbfinale
Das zweite Halbfinale fand am 23. Mai 2016 statt. Als Pausenfüller diente die Band OneRepublic, die ihr Lied Wherever I Go sang. Die Performance von Alexandr Magala wurde aus Sicherheitsgründen im Voraus aufgezeichnet. Der Sänger Wayne Woodward gewann das Televoting, Magala wurde zweiter.
| Platz | Start- Nr. | Name                 | Talent                      | Stimmen (in %) | Ergebnis                    | Anmerkungen                                                                                                  |
| ----- | ---------- | -------------------- | --------------------------- | -------------- | --------------------------- | --- |
| 1     | 2          | Wayne Woodward       | Sänger                      | 25,0 %         | Für das Finale qualifiziert | Gewinner des Televotings                                                                                     |
| 2     | 8          | Alex Magala          | Schwertschlucker            | 16,0 %         | Für das Finale qualifiziert | Stimmen von David Walliams, Alesha Dixon und Simon Cowell; der Auftritt wurde vor der Sendung aufgezeichnet. |
| 3     | 9          | Shannon & Peter      | Paartanz                    | 21,5 %         | ausgeschieden               | Stimme von Amanda Holden                                                                                     |
| 4     | 6          | Rachael Wooding      | Sängerin                    | 10,3 %         | ausgeschieden               | |
| 5     | 7          | Another Kind of Blue | Tanz                        | 8,4 %          | ausgeschieden               | |
| 6     | 4          | The Garnett Family   | Gesangsgruppe               | 7,9 %          | ausgeschieden               | |
| 7     | 3          | Mythical PSM         | Tanztrio                    | 7,3 %          | ausgeschieden               | |
| 8     | 1          | Ian & Anne Marshall  | Gesangsduo                  | 2,1 %          | ausgeschieden               | |
| 9     | 5          | Vitaly Voronko       | Singen und Akkordeonspielen | 1,5 %          | ausgeschieden               | Buzzer von Simon Cowell, Amanda Holden und Alesha Dixon                                                      |

### Drittes Halbfinale
Das dritte Halbfinale fand am 24. Mai 2016 statt. Als Pausenfüller fungierte Nick Jonas, der seine Lieder Jealous und Close sang. Der Magier Richard Jones gewann das Televoting, weshalb er sich für das Finale qualifizieren konnte. Zweiter im Televoting wurde die Tanzgruppe Boogie Storm, die es ebenfalls ins Finale schaffte. Dritter wurde der 14-jährige Tänzer Jack Higgins.
| Platz | Start- Nr. | Name                | Talent                         | Stimmen (in %) | Ergebnis                    | Anmerkungen                                                                                          |
| ----- | ---------- | ------------------- | ------------------------------ | -------------- | --------------------------- | --- |
| 1     | 8          | Richard Jones       | Zaubertricks                   | 33,9 %         | Für das Finale qualifiziert | Gewinner des Televotings                                                                             |
| 2     | 7          | Boogie Storm        | Tanz in Sturmtruppler-Kostümen | 21,9 %         | Für das Finale qualifiziert | Stimmen von Simon Cowell und Amanda Holden; Zweite im Televoting                                     |
| 3     | 9          | Jack Higgins        | Solotanz                       | 12,0 %         | ausgeschieden               | Stimmen von David Walliams und Alesha Dixon; Dritter im Televoting                                   |
| 4     | 3          | Josh Curnow         | Singen und Klavierspielen      | 8,4 %          | ausgeschieden               | |
| 5     | 6          | Morgan Connie Smith | Sängerin                       | 7,0 %          | ausgeschieden               | |
| 6     | 4          | Vadik & The Bear    | Solotanz                       | 5,8 %          | ausgeschieden               | Buzzer von Alesha Dixon                                                                              |
| 7     | 1          | Khronos Agoria      | Formationstanz                 | 5,2 %          | ausgeschieden               | |
| 8     | 2          | Zyrah Rose          | Gesangsgruppe                  | 4,2 %          | ausgeschieden               | |
| 9     | 5          | Flying Bebop        | Paartanz                       | 1,6 %          | ausgeschieden               | Simon Cowell betätigte aus Versehen seinen Buzzer; der Auftritt wurde vor der Sendung aufgezeichnet. |

### Viertes Halbfinale
Das vierte Halbfinale der Show fand am 25. Mai 2016 statt. Pausenfüller waren Jules O’Dwyer und ihr Hund Matisse, die Britain’s Got Talent im Vorjahr gewannen. Die Sängerin Beau Dermott gewann das Televoting, der Tänzer Balance Unity gewann die Juryabstimmung.
| Platz | Start- Nr. | Name                                  | Talent             | Stimmen (in %) | Ergebnis                    | Anmerkungen                                                                                     |
| ----- | ---------- | ------------------------------------- | ------------------ | -------------- | --------------------------- | ----------------------------------------------------------------------------------------------- |
| 1     | 9          | Beau Dermott                          | Musicalgesang      | 29,7 %         | Für das Finale qualifiziert | Gewinner des Televotings                                                                        |
| 2     | 5          | Balance Unity                         | Solotanz           | 17,3 %         | Für das Finale qualifiziert | Stimmen von David Walliams, Alesha Dixon, Amanda Holden und Simon Cowell; Dritter im Televoting |
| 3     | 8          | Tumar KR                              | Formationstanz     | 18,2 %         | ausgeschieden               | Zweiter im Televoting                                                                           |
| 4     | 4          | Vox Fortura                           | Gesangsgruppe      | 9,7 %          | ausgeschieden               |                                                                                                 |
| 5     | 2          | The Collaborative Orchestra & Singers | Chor und Orchester | 9,6 %          | ausgeschieden               |                                                                                                 |
| 6     | 7          | Christian Lee                         | Zaubertricks       | 5,9 %          | ausgeschieden               |                                                                                                 |
| 7     | 6          | Danny Beard                           | Sänger             | 4,9 %          | ausgeschieden               | Buzzer von Simon Cowell                                                                         |
| 8     | 1          | Bollywood Fusion                      | Bollywood-Tanz     | 2,5 %          | ausgeschieden               |                                                                                                 |
| 9     | 3          | Bespoke Candi                         | Formationstanz     | 2,2 %          | ausgeschieden               | Alesha Dixon drückte ihren, Amanda Holdens und David Walliams Buzzer                            |

### Fünftes Halbfinale
Das fünfte Halbfinale fand am 26. Mai 2016 statt. Als Pausenfüller diente die Gruppe Fifth Harmony. Der Sänger und Stimmenimitator Craig Ball gewann das Televoting und konnte sich somit für das Finale qualifizieren. Die Sängerin Jasmine Elcock gewann die Juryabstimmung und konnte ebenfalls ins Finale einziehen.
| Platz | Start- Nr. | Name                      | Talent                        | Stimmen (in %) | Ergebnis                    | Anmerkungen                                                             |
| ----- | ---------- | ------------------------- | ----------------------------- | -------------- | --------------------------- | ----------------------------------------------------------------------- |
| 1     | 7          | Craig Ball                | Gesang und Stimmenimitationen | 24,9 %         | Für das Finale qualifiziert | Gewinner des Televotings                                                |
| 2     | 4          | Jasmine Elcock            | Popgesang                     | 23,4 %         | Für das Finale qualifiziert | Stimmen von Alesha Dixon, Amanda Holden und Simon Cowell                |
| 3     | 5          | Lucy & Trip Hazard        | Tanz mit einem Hund           | 15,5 %         | ausgeschieden               | Stimme von David Walliams                                               |
| 4     | 9          | Presentation School Choir | Schulchor                     | 12,2 %         | ausgeschieden               |                                                                         |
| 5     | 6          | The Togni Brothers        | Jongleure                     | 6,9 %          | ausgeschieden               |                                                                         |
| 6     | 1          | Elite Squad Royalz        | Formationstanz                | 6,4 %          | ausgeschieden               |                                                                         |
| 7     | 8          | Chloe Fenton              | Solotanz                      | 5,1 %          | ausgeschieden               |                                                                         |
| 8     | 2          | Ana & Fia                 | Gesangsduo                    | 3,5 %          | ausgeschieden               |                                                                         |
| 9     | 3          | The Deep Space Deviants   | Sänger                        | 2,1 %          | ausgeschieden               | Buzzer von Amanda Holden, Alesha Dixon, Simon Cowell und David Walliams |

## Finale
Das Finale von Britain’s Got Talent 2016 fand am 28. Mai 2016 von 20:30 Uhr bis 23:05 Uhr (MEZ) statt. Als Pausenfüller gab es eine Best of Britain’s Got Talent Performance, bei der ehemalige Teilnehmer und Gewinner der Castingshow zusammen auftraten. Darunter befanden sich George Sampson, Ashley & Pudsey und Diversity. Zudem sang Louisa Johnson ihr Lied Tears.

### Wildcard-Abstimmung
Es gab zwei Wildcards, die vom Publikum und den Juroren verteilt wurden und jeweils einen Kandidaten, der im Halbfinale ausgeschieden ist, ins Finale bringen konnten. Die Abstimmungsphase für die Wildcards begann am Ende des fünften Halbfinales und endete um 0:00 Uhr (MEZ). Das Tanzduo Shannon & Peter bekamen die Wildcard der Jury, wohingegen Lucy und ihr Hund Trip Hazard die Wildcard der Zuschauer gewonnen haben.
| Platz | Name               | Talent              | Halbfinale   | Stimmen | Anmerkung              |
| ----- | ------------------ | ------------------- | ------------ | ------- | ---------------------- |
| 1     | Lucy & Trip Hazard | Tanz mit einem Hund | Halbfinale 5 | 32,8 %  | Wildcard der Zuschauer |
| 2     | Tumar KR           | Formationstanz      | Halbfinale 4 | 21,3 %  |                        |
| 3     | Shannon & Peter    | Paartanz            | Halbfinale 2 | 19,1 %  | Wildcard der Juroren   |
| 4     | Kathleen Jenkins   | Gesang              | Halbfinale 1 | 14,4 %  |                        |
| 5     | Jack Higgins       | Solotanz            | Halbfinale 3 | 12,4 %  |                        |

### Ergebnisse
Der Magier Richard Jones gewann die zehnte Staffel von Britain’s Got Talent mit 16,7 % aller abgegebenen Stimmen vor dem Sänger Wayne Woodward (13,8 %) und der Tanzgruppe Boogie Storm (12,8 %).
| Platz | Start- Nr. | Name                 | Talent                         | Stimmen (in %) | Anmerkungen                                      |
| ----- | ---------- | -------------------- | ------------------------------ | -------------- | ------------------------------------------------ |
| 1     | 2          | Richard Jones        | Zaubertricks                   | 16,7 %         |                                                  |
| 2     | 12         | Wayne Woodward       | Sänger                         | 13,8 %         |                                                  |
| 3     | 11         | Boogie Storm         | Tanz in Sturmtruppler-Kostümen | 12,8 %         |                                                  |
| 4     | 7          | Jasmine Elcock       | Popgesang                      | 11,8 %         |                                                  |
| 5     | 9          | Beau Dermott         | Musicalgesang                  | 9,8 %          |                                                  |
| 6     | 10         | Craig Ball           | Gesang und Stimmenimitationen  | 9,2 %          |                                                  |
| 7     | 8          | Lucy & Trip Hazard   | Tanz mit einem Hund            | 7,8 %          |                                                  |
| 8     | 3          | 100 Voices of Gospel | Gospelchor                     | 4,7 %          |                                                  |
| 9     | 4          | Alex Magala          | Schwertschlucker               | 4,5 %          | Der Auftritt wurde vor der Sendung aufgezeichnet |
| 10    | 1          | Balance Unity        | Solotanz                       | 3,8 %          |                                                  |
| 11    | 6          | Shannon & Peter      | Paartanz                       | 3,2 %          |                                                  |
| 12    | 5          | Mel & Jamie          | Gesangsduo                     | 1,9 %          |                                                  |

## Kontroversen

### Alexandr Magala
Nachdem Alexandr Magala, ein 26-jähriger moldawischer Schwertschlucker, auftrat, bekam die britische Medienaufsichtsbehörde Ofcom 28 Beschwerden darüber, dass der Künstler während seines Auftrittes in ständiger Lebensgefahr gewesen sei. Magala sagte vor seinem Auftritt, dass er tödlich enden könnte, da er während er das Schwert schluckte, akrobatische Tricks ausführte. Jurorin Amanda Holden sagte dem Daily Mirror, sie habe eine Geschichte darüber gehört, wie sich Magala der Schwertschlucker einst während eines Trainings seine Luftröhre verletzt habe.

### David Walliams
Am 10. April 2016 berichtete die Daily Mail, dass Simon Cowell David Walliams verboten habe, den goldenen Buzzer für Kandidaten zu betätigen, die es „nicht verdient“ haben. Dies begründete er damit, dass damit die Glaubwürdigkeit der Show nicht mehr gegeben sei. Die Zeitung schrieb: „It has been made very clear to David that pushing his golden buzzer for someone who doesn’t deserve it will not be looked on kindly by the bosses“ (deutsch: David wurde deutlich gemacht, dass es von den Chefs der Sendung nicht als gut betrachtet wird, wenn er den goldenen Buzzer für jemanden betätigt, der es nicht verdient hat). 2014 und 2015 drückte er ihn für Christian Spridon und Lorraine Bowen.